# Милован Ђилас
Милован Ђилас (Подбишће, код Мојковца, 12. јун 1911 — Београд, 20. април 1995) био је југословенски комуниста, па дисидент, учесник Народноослободилачке борбе, политички теоретичар, и писац из Црне Горе.

## Биографија
Рођен је од оца Николе и мајке Василије Ваје, рођене Раденовић. Сам Ђилас пише да у његовом братству није било ни главара ни јунака. Братство Ђиласа се издвојило из Војиновића. Ђиласов предак био је добар скакач (архаично за скочити—ђиласнути), на основу чега је добио надимак Ђилас што је касније прерасло у презиме.
Ђиласов отац Никола је био официр Црногорске војске, а током 1917. године је био у заробљеништву. По успостављању Краљевства Срба, Хрвата и Словенаца и Југословенске војске, признат му је чин мајора у оружаним снагама нове југословенске државе. Био је носилац Албанске споменице и Медаље Милоша Обилића. Никола Ђилас је прихватао комунистичку идеологију своје деце, са напоменом да једино не прихвата да Црногорци нису Срби, сматрајући да ако Црногорци нису Срби онда Срба нема. Није у блиском сродству са Драганом Ђиласом. По интервјуу који је Драган дао за портал Порекло, Ђиласи су пореклом из Истре, па су мигрирали у Босну, а део се одвојио и отишао у Црну Гору. Црногорски Ђиласи тврде да су сви заправо из Црне Горе.
Породица Ђилас бројала је седморо деце. Милован је имао старијег брата Алексу, као и два млађа, Миливоја и Акима. Имао је и три сестре — Добрану, Драгу и Милку. Основну школу Ђилас је завршио 1921. године у родном селу. Нижу гимназију је учио три године у Колашину, а потом 1924. отишао за Беране и тамо завршио гимназију, 1929. године. За време похађања гимназије активно се бавио писањем песама, запажених од стране ученика и наставника. У то доба прихвата и левичарске идеје.
После завршетка гимназије, 1929. године одлази у Београд. Уписује се на Филозофски факултет Београдског универзитета, где почиње да студира југословенску књижевност. Бавио се писањем и објављивао своје приче у београдским новинама и часописима, као и у публикацијама широм земље. Користио се својим именом, али је понекад користио и псеудоним Мило Николић. По доласку на студије, Ђилас се повезује са илегалном скојевском организацијом и врло брзо постаје члан Савеза комунистичке омладине Југославије (СКОЈ). За време студија, активно је радио и као скојевски повереник на штампању, писању и растурању пропагандног материјала. У међувремену се уписује и на Правни факултет у Београду, али студије није завршио.
Вршио је пропагандни рад по Универзитету и објашњавао студентима циљеве и задатке радничког покрета и илегалне Комунистичке партије Југославије (КПЈ). Због тога је неколико пута безуспешно избациван са студија. Крајем 1932. његову активност запазило је и чланство КПЈ, па је Милован Ђилас октобра 1932. године примљен у КПЈ.
Први пут је ухапшен у фебруару 1933. године, када је услед недостатка доказа после шест дана пуштен. За време велике провале комуниста у Београду, полиција га је ухапсила у априлу 1933. године, у стану у Далматинској улици. Милован Ђилас је пребачен у Главњачу, где су га испитивали Драги Јовановић и Светозар Вујковић. Није ништа признао, па је био претучен и остављен целу ноћ да без одеће лежи у својој ћелији. Сутрадан му је почело суђење пред Општинским судом града Београда, који га је по Закону о заштити државе осудио на пет година затвора.

### Робија у Сремској Митровици
За време свог боравка у Сремској Митровици, Милован Ђилас је успео да преведе три романа Максима Горког и десет његових приповедака, на два џака тоалет-папира, јер му није било дозвољено коришћење папира. Такође је превео и Милтонов „Изгубљени рај“, који ће касније наградити професор Милош Ђурић.
Иследници су га неколико пута затварали у самицу, тражили да открије партијску линију, али нису успели. Милован Ђилас је једне вечери био толико претучен, да ујутру није могао да стоји на ногама. Зато је решио да започне штрајк глађу. Сва јела која би му се сервирала просипао би и враћао. Крајем 1934. године имао је срчаних проблема, па су га на предлог лекара пребацили у удобнију ћелију и више није био у самицама.
Пуну казну није издржао. Помилован је и из затвора је изашао почетком 1936. године. По изласку из затвора, становао је код свог пријатеља са студија на периферији Београда. Наставио је да се бави комунистичком пропагандом.

### Рад у Партији до почетка рата
За Милована Ђиласа је чуо и генерални секретар КПЈ Јосип Броз Тито. Он је тада пробао на све начине да се повеже с њим и да искористи његову способност на јачању Партије. Тито шаље директиву да се Милован Ђилас нађе на партијском саветовању у Загребу почетком 1938. године.
На састанку у Загребу, Милован Ђилас је добио од Тита задатак да организује слање добровољаца за Шпанију. Исте године је био изабран у Централни комитет Комунистичке партије Југославије.
У мају 1939. учествује на Земаљској конференцији у Шмарној гори као делегат из Србије, а почетком 1940. године Милован Ђилас је примљен у Политбиро ЦК КПЈ.
Радио је у уређивању чланка „За чистоћу и бољшевизацију Партије“, коју је у наставцима писао Тито. Покретао је низ часописа који су фаворизовали КПЈ: „Наша Стварност“, „Содобност“, „Књижевни Савременик“, „Млада Култура“ итд.
За време приступања Тројном пакту и првих народних незадовољстaва, Тито шаље Ђиласа у Београд да извештава Партију о народним утисцима. У Београд стиже са својом женом Митром Митровић, са којом је заједно пошао у рат касније. У Београду му се придружио и Раде Кончар.
Ђилас се уочи демонстрација састао са Драгољубом Јовановићем, вођом левих земљорадника и рекао му да ће се комунисти без обзира на демонстрације залагати за борбу. Након завршетка демонстрација, послао је своју жену да изнесе Титу рапорт. По доласку Тита у Београд, учествује на састанку Политбироа у Молеровој улици.
Првих дана после напада Немачке на Совјетски Савез учествује на састанку Агитпропа ЦК за Србију.

### Народноослободилачка борба
Милован Ђилас учествује на састанку Политбироа ЦК КПЈ, 4. јула 1941. године, када је одређен за опуномоћеног делегата ЦК за Црну Гору. На њега су пренесена ванредна овлашћења по партијској и војној линији, с правом смењивања руководства и с правом кажњавања. Као члан Политбироа, аутоматски је изабран и за члана Врховног штаба.
Одмах је отишао у Црну Гору и заједно са капетаном Арсом Јовановићем организовао устанак и био је командант Привремене Врховне команде националноослободилачких трупа за Црну Гору, Боку и Санџак. После сплашњавања Тринаестојулског устанка и саветовања у Столицама, на његово место је упућен Иван Милутиновић, а он је повучен у Врховни штаб, где је имао задужење за пропагандни рад и учествовао је у уређивању листа „Борба“, у ослобођеном Ужицу. Оптуживан је за злочине које су партизани починили у Црној Гори на почетку рата, такозвана Лева скретања, која је описао, али се и оградио са објашњењем да у то време није ни био у Црној Гори.
Заједно са Митром Бакићем дочекао је прву енглеску војну мисију, коју је предводио капетан Бил Хадсон у Петровцу на Мору. Заједно су га одвели у партизански Врховни штаб у Ужицу.
Повлачио се заједно са Врховним штабом према Златибору, па даље у Санџак. Милован Ђилас се пред крај 1941. налазио с Врховним штабом у Санџаку, где ради на прикупљању осталих партизанских јединица, које су се повлачиле после пада Ужичке републике. У тренуцима малаксавања партизанског покрета после прогона из Србије, Милован Ђилас ради на уједињавању и на још већем ангажовању бораца за даље борбе.
Тек у марту 1942. године поново одлази у Црну Гору, у којој се у међувремену распламсао партизанско-четнички грађански рат. Момчило Цемовић, који се највише бавио овим периодом Ђиласовог ратовања, сматра да су ЦК КПЈ и Врховни штаб послали Ђиласа да утврди стварно стање и смени одговорне руководиоце, што је он и учинио.
Радио је на уређивању партијског листа „Борба“, која је обновљена у Босанској крајини, у селу Дринићу. Радио је и на уређивању органа ЦК КПЈ „Пролетера“, израђивао је Билтене Врховног штаба, радио је на радио-станици „Слободна Југославија“, на растурању чланка „Национално питање у Југославији у свјетлости народноослободилачке борбе“ по Црној Гори, Херцеговини и Словенији.
За време операција „Вајс“ и „Шварц“, повлачио се заједно са Врховним штабом. Био је присутан на Мартовским преговорима, можда најконтроверзнијом епизодом НОР-а, под лажним именом Милош Марковић.
Према речима Владимира Дедијера, Јосип Броз Тито му је поверио да је Ђилас био један од кандидата за начелника Одељења за заштиту народа (ОЗН). Половином 1944. послат је на челу мисије Врховног штаба заједно са генералом Велимиром Терзићем у Москву. Добио је чин генерал-лајтнанта и имао је задатак да као политичар прикаже ситуацију у Југославији. На повратку из Совјетског Савеза, Ђилас је донео Титу златну сабљу, поклон Президијума Врховног совјета СССР. Од маршала Коњева му је донео као дар лични двоглед.
У јесен 1944. Ђилас је заједно са Титом, Кочом Поповићем и Пеком Дапчевићем учествовао у разговорима који су у Београду вођени са шефом совјетске војне мисије у Југославији, генералом Корњејевим.
Априла 1945. Ђилас и Тито одлазе у Москву на потписивање уговора о пријатељству и узајамној помоћи Југославије и Совјетског Савеза.
У току Народноослободилачког рата (НОР), погинула су оба Ђиласова брата. Старији брат Алекса звани „Бећо“ (1906—1941), убијен је 2. новембра 1941. године у околини Бијелог Поља, а после рата је 1951. године проглашен за народног хероја Југославије. Млађи брат Миливоје звани „Мињо“ (1914—1942), стрељан је 5. марта 1942. године у Јајинцима, као заточеник логора на Бањици. Сестра Добрана (1924—1942) погинула је у борбама са четницима и Бугарима на југу Србије, док је отац Никола (1871—1943) био убијен од стране балиста у Србици, код Косовске Митровице.

### Борба са Информбироом
На отварању Коминформа у граду Шкларска Поремба, у западној Пољској, у септембру 1947. године, Милован Ђилас, заједно са Едвардом Кардељом је представљао КПЈ. Дана 16. децембра 1947. године унапређен је у чин генерал-пуковника и убрзо преведен у резерву.
Почетком 1948. године, Ђилас добија позив из Москве да учествује у неким дискусијама око Албаније. Ђилас одлази из Београда за Москву, возом преко Румуније, заједно са тадашњим Начелником Политичке управе Генералштаба ЈА, Светозаром Вукмановићем Темпом и Начелником Генералштаба ЈА, генерал-пуковником Кочом Поповићем.
Учествовао је у разговорима са Стаљином, Булгањином, Васиљевским и Антоновим. Мисија Ђиласа у Москви је трајала до марта 1948. године, када се вратио у Београд. Учествовао је на свим седницама Политбироа приликом објављивања компромитујућих писама из Москве и радио је на састављању одговора у име ЦК КПЈ.
По објављивању Резолуције Информбироа у Букурешту, позван је да дође у Централни комитет, јер је Радио Праг тада увелико преносио Резолуцију против Комунистичке партије Југославије. На ноћној седници у Белом двору је одређен да напише одговор ЦК КПЈ на оптужбе Информбироа.
За време борбе са Информбироом, Милован Ђилас је био стално са Партијом, учествовао је на свим Пленумима и седницама. Радио је на писању чланака у „Политици“ и „Борби“. Почетком 1953. године је изабран за председника Савезне народне скупштине ФНРЈ.

### Нова мисао
Милован Ђилас је почео у „Борби“ од 11. октобра 1953. године да објављује своје чланке о најсложенијим питањима Партије, њене реформе и будућег развитка Југославије. Било је укупно 17 оваквих чланака који су осим у Борби излазили и у листу „Нова мисао“.
Ђиласови чланци су изазвали велику дискусију у Савезу комуниста Југославије (СКЈ) и у најширим масама. Нарочито је био упечатљив последњи Ђиласов чланак под називом „Анатомија једног морала“, где је стао у одбрану глумице Милене Дапчевић, жене Пека Дапчевића, изругивањем жена осталих партијских функционера. Ђилас је тиме отворено напао комунизам као систем, само у увијеној форми.
Три дана после последњег чланка Милована Ђиласа, 7. јануара 1954. године, „Борба“ је објавила ограду Извршног комитета ЦК СКЈ од Ђиласовог писања. Напоменуто је да су Ђиласови чланци изазвали забуну у редовима чланова Савеза комуниста, да су чланци директно противни одлукама VI конгреса КПЈ и да су ништавни за читав политички систем.
Милован Ђилас је изјавио Извршном комитету да ће обуставити даље објављивање својих чланака. Међутим, за то је било касно, јер је Извршни комитет већ најавио сазивање ванредног Пленума, где ће се случај Милована Ђиласа наћи на дневном реду. О овом сазивању Ђилас је обавештен на дан заседања.

### ванредни Пленум ЦК СКЈ
У Београду је 16. и 17. јануара 1954. одржан Трећи ванредни пленум ЦК СКЈ посвећен Миловану Ђиласу. Тако је и једна тачка дневног реда добила назив „Случај Милована Ђиласа и питање провођења одлука VI конгреса СКЈ“.
Пленум је отворио Тито и јавно критиковао Ђиласова писања. Истакао је да је Ђилас заправо напао Савез комуниста, да је покушао да изазове анархију, да је проповедао чисту демократију и тако срозао Савез комуниста. На седници је искритикован и Владимир Дедијер, јер је као уредник „Борбе“ радио на уређивању Ђиласових чланака.
На крају заседања Ђилас је изашао за говорницу и, изјавом да му се „вратила вера у Савез комуниста“ и да ће и сам гласати за резолуцију која га осуђује, покајнички признао кривицу.
Пленум је донео одлуку да су схватања Милована Ђиласа у основи противна политичкој линији усвојеној на VI конгресу СКЈ, па је тако Ђилас изазвао забуну и збуњеност у целој Партији, изоловано деловао против Партије и тиме покушао да разбије идејно јединство целог Савеза комуниста. Зато је Пленум искључио Милована Ђиласа из ЦК СКЈ и удаљио га са свих функција у Партији и казнио последњом опоменом.
Ђилас подноси писану оставку на дужност председника Савезне народне скупштине ФНРЈ, а 19. априла 1954. године је вратио и партијску књижицу, када је образложио да се од тада више не сматра чланом СКЈ и да по својој вољи иступа из чланства.
Децембра 1954. Ђилас даје интервју дописнику „Њујорк тајмса“, у коме каже да земљом владају највећи реакционари. Због тога се покреће тајни судски поступак у Београду, где је изведен и Владимир Дедијер, као симпатизер Ђиласа. Милован Ђилас је 24. јануара 1955. године осуђен на условну казну затвора од једне и по године, као и Дедијер. И поред изречених опомена, Ђилас објављује своје ново дело, „Нова класа и анализа комунистичког система“.

### Поново у Сремској Митровици
Деловање Милована Ђиласа у тренутку када се више није налазио ни на једној функцији у земљи било је везано искључиво за писање.
У време почетка Мађарске револуције против комунизма, Милован Ђилас је у свом интервјуу 24. октобра 1956. године јавно подржао револуцију. Након тога је стављен под полицијску присмотру, а 27. новембра суд га је због „антијугословенске делатности“ осудио на три године затвора.
Казну је издржавао у Сремској Митровици. За време робије, од 1957. до 1959. године, написао је студију „Књига о Његошу“. На слободу је пуштен почетком 1958. године.
По пуштању из затвора, наставио је са писањем. Тада је завршио и своју књигу „Несавршено друштво“, где је комунизам упоређивао са Моровом утопијом.
Ђилас је 1961. године написао књигу којој је дао наслов „Разговори са Стаљином“. Уз помоћ неких страних дописника успео је да рукопис пошаље издавачкој кући „Harcourt Brace Jovanovich“ у Њујорку, која ју је објавила.
Због свог антикомунистичког деловања, по други пут је ухапшен 7. априла 1962. године у свом стану, у Палмотићевој улици. 14. маја 1962. изведен је пред Окружни суд и осуђен на 13 година затвора и ограничење грађанских права у трајању од пет година.
Ђилас је своју казну поново издржавао у Сремској Митровици. Ту је добио и тежи напад слепог црева, па је оперисан, а неки су претпостављали да је трован у затвору. За време издржавања затворске казне, написао је већи број рукописа и свакодневно је водио дневник. У затвору је завршио своје дело „Разговор са Стаљином“ и роман „Црна Гора“, опширнију књигу о Петру Петровићу Његошу и др.
Из затвора је изашао 31. децембра 1966. године. Из затворског периода сачувана су писма која је размењивао са својом супругом Штефицом. Објављена су под називом „Милован Ђилас: Писма из затвора”, а приредио их је њихов син Алекса Ђилас.

### У иностранству
Након пуштања из затвора, Ђилас је добио једно посебно признање 1967. године: амерички часопис „National Review“, уврстио га је на своје ступце заједно са познатим антикомунистима.
Средином 1968. године, југословенске власти су дозволиле Ђиласу и његовој жени да отпутују у иностранство. Ђилас је отишао прво у Енглеску, затим у САД, Аустрију и Италију.
Подржао је Велике студентске демонстрације 1968. године у Београду и писао по новинама о томе. У Лондону је боравио од 4. до 13. октобра 1968. као гост министра за културу лабуристичке Владе, Џени Ли. Из Енглеске је отпутовао у Сједињене Државе. У Америци је боравио око два месеца, углавном на Универзитету Принстон као гостујући професор.
Ту му је помагао највише издавач Вилијам Јовановић, који је имао своју издавачку кућу („Harcourt Brace Jovanovich“). Он ће одмах по Ђиласовом доласку почети са штампањем његових књига. У Њујорку је Ђилас 9. децембра 1968. примио награду „Слобода“, коју су пре њега између осталих добили Вили Брант, Винстон Черчил, Пабло Казалс и Жан Моне.
Након краћег задржавања у Аустрији и Италији, Ђилас се 12. децембра 1968. поново враћа у Београд. Почетком 1970. године изречена му је забрана путовања због критика на рачун СКЈ и читавог партијског руководства у земљи.

### Последњи дани
Милован Ђилас је живео у Београду, у свом стану у Палмотићевој улици број 8. На овој кући је у септембру 2011. постављена спомен-плоча.
У Београду се највише дружио са академиком Матијом Бећковићем.
Пред смрт је ослепео на једно око. Оставио је опоруку да буде сахрањен по српском православном обичају, ангажовањем свештеника. То је био редак пример некадашњег комунисте да се сахрани по црквеним обичајима.
Преминуо је у своме стану у Палмотићевој улици, 20. априла 1995. у Београду. Испраћај Милована Ђиласа приређен је 22. априла на београдском Новом гробљу. Сахрањен је два дана касније у породичној гробници у родном селу Подбишћу, уз црквене обреде.
Милован Ђилас оженио се 1936. Митром Митровић, доцнијим високим комунистичким функционером, с којом је имао ћерку Вукицу (1948—2001). Од Митре се разводи 1952. кад се жени Штефанијом Барић (1921—1993), с којом следеће године добија сина Алексу.

## Став о црногорској нацији
Ђилас је након ослобођења 1945. промовисао став да су Црногорци посебна нација издвојена из етничког српства, да би се после пада са власти одрекао тог става.
Он се такође вербално обрушавао на српски идентитет у склопу обрачуна комуниста са српском традиционалном и национално оријентисаном интелигенцијом.
У листу „Борба“, 1. маја 1945. објавио је чланак под насловом „О црногорском националном питању“, где је тврдио да су „Црногорци поријеклом Срби“, али да су током историје профилисали своју посебну нацију. Ђилас је временом променио мишљење о овом питању, па се крајем 1980-их у низу интервјуа изјашњавао као Србин, па је чак у једном изјавио: Да су се Црногорци формирали у нацију бесмислено је са научне тачке гледишта.
Ево битнијих ставова Ђиласа у чланку од 1. маја 1945. године:
- Црногорци, несумњиво, припадају српској грани јужнословенских племена и народа. У прошлости, у осамнаестом, па и на почетку деветнаестог вијека, Срби у Србији били су раја под Турцима... Црногорски сељаци, селећи се у друге крајеве (нарочито у Србију), преносили су дух отпора против турског (исламског!) феудализма, били су носиоци српских традиција. Са стварањем српске нације они су се, налазећи се заједно са сродним сељаштвом, када је отпочело формирање српске нације, у њу улили и са њом стопили... О формирању нација - српске и црногорске - у то вријеме, разумије се, не може бити ни говора. Али из горњих чињеница су људи, који нијесу знали законе формирања нација, који нијесу схватили суштину националног питања, извукли закључак да су Црногорци „најчистији“ Срби, Црна Гора „колијевка“ српства. То је послужило као идејна основа, као оправдање за присаједињавање Црне Горе, за оспоравање националних права Црногорцима.
- Стварање нације у Црној Гори почело је читаво стољеће касније него у Србији. Овдје су постојали сасвим други и сви услови (територија, економска повезаност и др.), којих није било код мањина у Босни и Херцеговини. Процес формирања црногорске нације и дан-дањи траје, а у овоме рату посебна црногорска индивидуалност, испољавање националне свијести и националне особитости, најоштрије су дошли до израза. Овај рат, у извјесном смислу, означава кулминациону тачку процеса формирања Црногораца у посебну нацију, посебну националну индивидуалност. По племенској традицији они се осјећају, а и јесу, Срби (српска племена у Средњем вијеку, српска раја, српски народ под Турцима), али су они у националном погледу данас и нешто посебно, своје, црногорско (као што и нпр. Срби из Србије нијесу Црногорци и не осјећају се таквима). Гледајући ствар тако, кроз историски развитак, сасвим је разумљиво зашто се Црногорци национално данас осјећају нечим посебним...
- Ми комунисти нијесмо за федералну Црну Гору ни из каквих „политичких“ разлога (т.ј. из потребе за привременим маневром) нити ми - цијепамо српство. Ми смо за то, јер смо увјерени, знамо да то хоће црногорски народ, а он то хоће јер се осјећа, јер јесте нешто посебно, посебни, друкчији „Срби“ од свих Срба, -Црногорци. А традиционално српство цијепају они који су хтјели да га упрљају сарадњом са окупатором, који причају о Србима (у Србији) и Црногорцима као о једном народу, а истовремено реже против Црногораца у централном државном апарату, говоре да су Црногорци гори од усташа и псују мајку црногорску дјеци која су пребачена у Београд да буду збринута.

Матија Бећковић, који је годинама био близак са Милованом Ђиласом, тврди да је Ђилас после силаска са власти само завичајно био Црногорац, али не и национално и да се на суђењу изјаснио као Србин, као и то да је тада изјавио да је расправу о црногорском националном питању написао по службеној дужности.
У књизи „Револуционарни рат“, Ђилас описује како се спорио са рођеним оцем и убеђивао га је да они нису Срби, на шта му је отац одговорио да ако Црногорци нису Срби има ли онда уопште Срба. Очеве речи појашњава, па каже да је њихово значење то да су Црногорци у ствари највећи Срби. Такође описује и то како су постојала спорења са Савом Ковачевићем, који је у националном погледу одступао од наметане партијске линије, а који, као и Ђиласов отац, није прихватао да није Србин.
У књизи Црна Гора из 1989. о судбини Црне Горе писао је као судбини последње стопе српске земље.
Иако је учествовао у стварању црногорске нације, Ђилас је умро као Србин.